# David Oyelowo
David Oyetokunbo Oyelowo (Oxfordshire, 1976. április 1.) brit–amerikai színész, producer.
Elismerései között szerepel két Golden Globe- és két Primetime Emmy-jelölés. 2016-ban a Brit Birodalom Rendjének tisztjévé nevezték ki a dráma műfajában nyújtott teljesítményéért.

## Fiatalkora
Az angliai Oxfordshireben (Oxford) született nigériai szülők gyermekeként. Édesapja a nyugat-nigériai Oyo államból származik, míg édesanyja a dél-nigériai Edo államból. Baptistaként nevelkedett. A dél-londoni Tooting Becben nevelkedett hatéves koráig, amikor családja a nigériai Lagosba költözött, ahol édesapja, Stephen a nemzeti légitársaságnál, édesanyja pedig egy vasúttársaságnál dolgozott. David a Lagos State Model College, Meiran nevű "katonai stílusú" bentlakásos iskolába járt, miközben a nigériai Lagosban nőtt fel. Tizennégy éves korában tértek vissza Londonba, Islingtonban telepedtek le.
Miközben a City and Islington College színházi szakára járt, tanára azt javasolta neki, hogy legyen színész. Oyelowo egy évre beiratkozott a London Academy of Music and Dramatic Art (LAMDA) színészi alapkurzusára. Hároméves képzését 1998-ban fejezte be. A Nemzeti Ifjúsági Színházban is eltöltött időt.

## Pályafutása
A Selma (2014) című életrajzi drámafilmben Martin Luther King, az HBO Fülemüle (2014) című tévéfilmjében pedig Peter Snowdin megformálásával szerzett kritikai elismerést. További pozitív kritikákat hozott számára A komornyik (2013), és az Egy egyesült királyság (2016) című film, előbbiért Screen Actors Guild-díj-jelölést kapott. 2016-ban Robert Katendét alakította a Katwe királynőjében. 
Mellékszerepet játszott A majmok bolygója: Lázadás (2011), a Lincoln (2012), a Red Tails: Különleges légiosztag (2012) és a Jack Reacher (2012) című filmekben.

## Magánélete
Jessica Oyelowo színésznő férje, négy gyermekük van. Los Angelesben élnek.

## Filmográfia

### Film
| Év   | Magyar cím                       | Eredeti cím                    | Szerep                        | Magyar hang     |
| ---- | -------------------------------- | ------------------------------ | ----------------------------- | --------------- |
| 2001 |                                  | Dog Eat Dog                    | CJ                            |                 |
| 2005 | Mennydörgő robaj                 | A Sound of Thunder             | Payne                         | Király Attila   |
| 2005 | Pasik, London, Szerelem          | The Best Man                   | Graham                        |                 |
| 2005 | Kisiklottak                      | Derailed                       | Járőrtiszt                    |                 |
| 2006 | Ahogy tetszik                    | As You Like It                 | Orlando De Boys               | Fekete Ernő     |
| 2006 | Az utolsó skót király            | The Last King of Scotland      | Dr. Junju                     | Kardos Róbert   |
| 2008 |                                  | Who Do You Love?               | Muddy Waters                  |                 |
| 2008 | Küzdelmes élet                   | A Raisin in the Sun            | Joseph Asagai                 |                 |
| 2009 |                                  | Rage                           | Homer                         |                 |
| 2011 | A majmok bolygója: Lázadás       | Rise of the Planet of the Apes | Steven Jacobs                 | Fekete Ernő     |
| 2011 | A segítség                       | The Help                       | Green prédikátor              | Nagypál Gábor   |
| 2011 | 96 perc                          | 96 Minutes                     | Duane                         |                 |
| 2012 | Red Tails: Különleges légiosztag | Red Tails                      | Joe "Villám" Little főhadnagy | Király Attila   |
| 2012 | Az újságos fiú                   | The Paperboy                   | Yardley Acheman               | Király Attila   |
| 2012 | Kire várok?                      | Middle of Nowhere              | Brian                         |                 |
| 2012 | Lincoln                          | Lincoln                        | Ira Clark                     | Makranczi Zalán |
| 2012 | Jack Reacher                     | Jack Reacher                   | Emerson                       | Fekete Ernő     |
| 2013 | A komornyik                      | The Butler                     | Louis Gaines                  | Papp Dániel     |
| 2014 | Fülemüle                         | Nightingale                    | Peter Snowden                 | Fehér Tibor     |
| 2014 | Csillagok között                 | Interstellar                   | iskolaigazgató                | Király Attila   |
| 2014 |                                  | Default                        | Atlasz                        |                 |
| 2014 | Selma                            | Selma                          | Martin Luther King Jr.        |                 |
| 2014 | Egy durva év                     | A Most Violent Year            | Lawrence                      | Varga Rókus     |
| 2015 | Rabságban                        | Captive                        | Brian Nichols                 | Horváth Illés   |
| 2015 |                                  | Five Nights in Maine           | Sherwin                       |                 |
| 2016 | Nina                             | Nina                           | Clifton Henderson             |                 |
| 2016 | Katwe királynője                 | Queen of Katwe                 | Robert Katende                | Kaszás Gergő    |
| 2016 | Egy egyesült királyság           | A United Kingdom               | Seretse Khama                 | Szatory Dávid   |
| 2018 |                                  | The Cloverfield Paradox        | Kiel                          |                 |
| 2018 | Időcsavar                        | A Wrinkle in Time              | Az (cameo-szinkronhang)       |                 |
| 2018 | Gringo                           | Gringo                         | Harold Soyinka                | Papp Dániel     |
| 2019 | Ne engedd el!                    | Don't Let Go                   | Jack Radcliff nyomozó         | Király Attila   |
| 2020 | Jöjj velem                       | Come Away                      | Jack Littleton                |                 |
| 2020 | 5150                             |                                |                               |                 |
| 2020 | A remény ereje                   | The Water Man                  | Amos Boone                    | Király Attila   |
| 2020 | Az éjféli égbolt                 | The Midnight Sky               | Tom Adewole parancsnok        | Varga Gábor     |
| 2021 | A fejedbe látok                  | Chaos Walking                  | Aaron                         | Király Attila   |
| 2021 | Nyúl Péter 2. – Nyúlcipő         | Peter Rabbit 2: The Runaway    | Nigel Basil-Jones             | Horváth Gergely |
| 2022 | Ecc, pecc, ki lehetsz?           | See How They Run               | Mervyn Cocker-Norris          | Rába Roland     |
| 2023 | Csodák könyve                    | The Book of Clarence           | Keresztelő János              | Imre István     |
| 2023 | A múlt sebei                     | The After                      | Dayo                          |                 |
| 2024 | Szerepjáték                      | Role Play                      | Dave                          |                 |
| 2024 |                                  | The Strange Case               | Louis                         |                 |
| TBA  |                                  | Solitary                       | Chris Newborn                 |                 |

### Televízió
| Év        | Magyar cím                         | Eredeti cím                           | Szerep                      | Megjegyzések                                                                |
| --------- | ---------------------------------- | ------------------------------------- | --------------------------- | --------------------------------------------------------------------------- |
| 1998      |                                    | Maisie Raine                          | Sonny McDonald              | 1 epizód                                                                    |
| 1998      |                                    | Brothers and Sisters                  | Lester Peters               |                                                                             |
| 2002–2004 | Kémvadászok                        | Spooks                                | Danny Hunter                | 26 epizód                                                                   |
| 2005      | Ahogy múlik az idő                 | As Time Goes By                       | Patrick                     | 2 epizód                                                                    |
| 2006      |                                    | Shoot the Messenger                   | Joseph Pascale              | tévéfilm                                                                    |
| 2006      |                                    | The Gil Mayo Mysteries                | Eddie Barton                | minisorozat (1 epizód)                                                      |
| 2007      |                                    | Five Days                             | Matt Wellings               | minisorozat (4 epizód)                                                      |
| 2008      | Küzdelmes élet                     | A Raisin in the Sun                   | Joseph Asagai               | tévéfilm                                                                    |
| 2008      | Passió – Jézus szenvedése          | The Passion                           | Arimathiai József           | minisorozat (1 epizód)                                                      |
| 2008      | Kedves kis semmiség                | Sweet Nothing in My Ear               | Leonard Grisham             | tévéfilm                                                                    |
| 2008      | Női szimat nyomozóiroda            | The No. 1 Ladies' Detective Agency    | Kremlin Busang              | 1 epizód                                                                    |
| 2009      |                                    | Small Island                          | Gilbert                     | minisorozat (2 epizód)                                                      |
| 2010      |                                    | Blood and Oil                         | Keme Tobodo                 | tévéfilm                                                                    |
| 2010–2011 |                                    | Glenn Martin, DDS                     | tanár / Clarence (hangja)   | 2 epizód                                                                    |
| 2011      | A férjem védelmében                | The Good Wife                         | Edward Weldon bíró          | 1 epizód                                                                    |
| 2013      |                                    | Complicit                             | Edward Ekubo                | tévéfilm                                                                    |
| 2014–2018 | Star Wars: Lázadók                 | Star Wars Rebels                      | Alexsandr Kallus]] (hangja) | - 28 epizód - magyar hangja: - Tokaji Csaba                                 |
| 2014      | Robotcsirke                        | Robot Chicken                         | Gandalf / Doctor (hangja)   | 1 epizód                                                                    |
| 2017      | Az oroszlán őrség: Zordon ébredése | The Lion Guard: The Rise of Scar      | Zordon (hangja)             | tévéfilm                                                                    |
| 2017–2019 | Az Oroszlán őrség                  | The Lion Guard                        | Zordon (hangja)             | - 17 epizód - magyar hangja: - Borbiczki Ferenc                             |
| 2018      |                                    | The Joel McHale Show with Joel McHale | önmaga                      | 1 epizód                                                                    |
| 2018–2019 | A nyomorultak                      | Les Misérables                        | Javert                      | - minisorozat (6 epizód) - vezető producer - magyar hangja: - Király Attila |
| 2020      |                                    | Home Movie: The Princess Bride        | Humperdinck                 | minisorozat (1 epizód)                                                      |
| 2020      |                                    | 5150                                  | vezető producer             | rövidfilm                                                                   |
| 2021      | A lány a múltból                   | The Girl Before                       | Edward                      | - minisorozat - főszereplő (4 epizód)                                       |
| 2023      | A siló                             | Silo                                  | Holston Becker seriff       | főszereplő (5 epizód)                                                       |
| 2023      | Az igazság emberei – Bass Reeves   | Lawmen: Bass Reeves                   | Bass Reeves                 | - minisorozat - főszereplő (8 epizód)                                       |
| 2025      |                                    | Nature                                | narrátor                    | minisorozat                                                                 |
| 2025      |                                    | Government Cheese                     | Hampton Chambers            | főszereplő és vezető producer                                               |

## Fordítás
- Ez a szócikk részben vagy egészben  a   David Oyelowo című angol Wikipédia-szócikk ezen változatának fordításán alapul.  Az eredeti cikk szerkesztőit annak laptörténete sorolja fel. Ez a jelzés csupán a megfogalmazás eredetét és a szerzői jogokat jelzi, nem szolgál a cikkben szereplő információk forrásmegjelöléseként.